# Abdalá Abdelsamea
Abdalá Abdelsamea es un deportista egipcio que compite en judo. Ganó una medalla de oro en el Campeonato Africano de Judo de 2025, en la categoría de –100 kg.

## Palmarés internacional
| Campeonato Africano | Campeonato Africano      | Campeonato Africano | Campeonato Africano |
| Año                 | Lugar                    | Medalla             | Categoría           |
| ------------------- | ------------------------ | ------------------- | ------------------- |
| 2025                | Abiyán (Costa de Marfil) | Medalla de oro      | –100 kg             |